# Suzuki GSX 750 L
Die Suzuki GSX 750 L ist ein Motorrad des japanischen Herstellers Suzuki, das ab etwa 1979 als eine Variante der GSX 750 gebaut wurde.

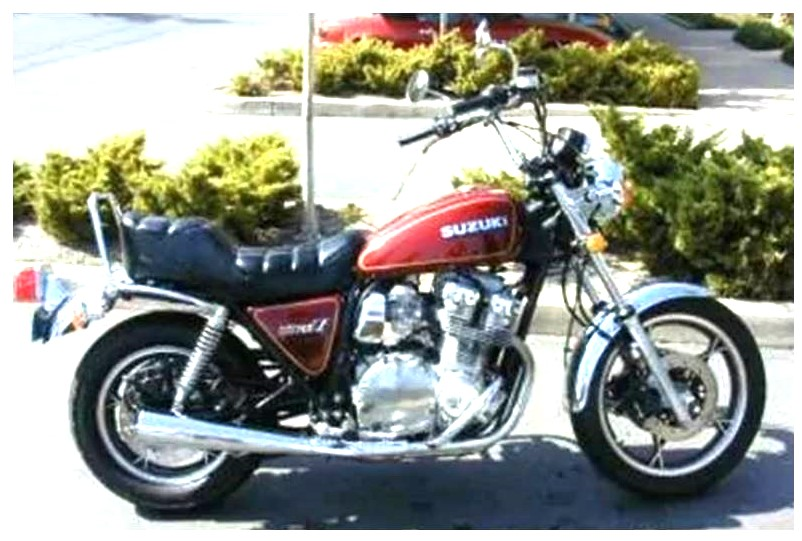
Suzuki GSX70L Baujahr 1981

Während die GS 750 E eher sportlich orientierte Fahrer ansprechen sollte, wurde dem Trend der Zeit entsprechend die GSX750L als Choppervariante zur Seite gestellt. Während bei der Modellreihe 550 ein ähnlicher Versuch aufgrund der Drehmomentschwäche ohne Erfolg bleib, gelang es bei der 750er Baureihe.

## Technische Daten

### Motor
Die technischen Daten des Motors sind wie folgt:
- Luftgekühlter Vierzylinder-Viertakt-Reihenmotor
- zwei obenliegende Nockenwellen
- zwei über Tassenstößel betätigte Ventile pro Zylinder
- Nasssumpfschmierung
- vier Mikuni-Vergaser (BS32SS)
- kontaktlose Transistorzündung
- keine Abgasreinigung
- Drehstromlichtmaschine, Batterie 12 V/14 Ah, E-Starter
- Bohrung × Hub 67,0 × 53,0 mm
- Hubraum 747 cm³
- Verdichtungsverhältnis 9,4:1
- Nennleistung: 59 kW (81 PS) bei 9200/min

### Maße und Gewichte
Das Motorrad hat folgende Geometrie:
- Radstand: 1530 mm
- Lenkkopfwinkel: 61,0 Grad
- Nachlauf: 103 mm
- Tankinhalt: 15 Liter
- Leergewicht: 247 kg
- zulässiges Gesamtgewicht: 430 kg

Bei Einführung im Jahr 1979 lag der Listen-Kaufpreis des Motorrades bei 8.200 DM.